# 山下健夫
山下健夫（やました たてお、1949年1月4日 - ）は日本の登山家。福岡県北九州市出身。

## 人物
1971年八幡大学（現九州国際大学）卒業。
学生時代山岳部で国内中心に山岳登頂を重ねる。
大学卒業後アウトドア用品会社に就職。
エベレスト登頂後は九州マウンテン・ガイド・サービス（山ちゃん塾）を主宰。
山岳ガイドの傍ら講演活動等も頻繁に行っている。
他マッキンリーやヨーロッパアルプス等登頂多数。
2006年エベレスト登頂にはハンディカムで撮影しながらのアタックに挑戦した。
2010年に3回目のエベレスト登頂を計画していたが体調の調整の為延期となった。
2012年に3回目のエベレスト登頂を目指しネパール側ルートでC4まで到達したが、エベレスト登山史上類を見ない悪条件により山頂直前で大渋滞が発生。最終アタックの機会を逸し下山した。

## 略歴
- 1978年 - 29歳で初のヒマラヤに挑戦。
- 1981年 - ニルギリ北峰（7,025m）遠征。
- 1983年 - チョ・オユー（8,201m）遠征。
- 1986年 - チョ・オユーに二度目の遠征。
- 2000年 - 世界最高峰エベレスト（8,848m）にチベット側から登頂。
- 2003年 - エベレスト、8500mで敗退。チベット側から。
- 2006年 - エベレストにチベット側から2回目の登頂に成功。
- 2012年 - エベレストにネパール側から挑むも8600m付近で撤退。
- 2015年 - 4月25日にネパール、ロールワリン地区で大地震に遭遇。

## 参照
- 読売新聞福岡版　2012年7月1日号　オン・ステージ